# 毛金丝桃
毛金丝桃（学名：Hypericum hirsutum）为藤黄科金丝桃属下的一个种。

## 扩展阅读
- 維基物種上的相關：毛金丝桃